# Velodromo Salinelle
Il velodromo Salinelle  (ex stadio Salinelle) è un impianto sportivo di Paternò, in provincia di Catania adibito per il calcio e per il ciclismo. Nonostante si tratti di uno dei maggiori impianti sportivi della provincia etnea, è attualmente in disuso ed in totale stato di abbandono.

## Storia
Costruito a partire dal 1950 come stadio di calcio per gli incontri interni della Ibla Paternò, storica squadra calcistica della città, fu inaugurato nel 1956. L'impianto sorse in contrada Fonte Maimonide, alla periferia nordoccidentale, e deve il suo nome alla vicinanza con le salinelle, caratteristici vulcani di fango della zona.
Lo stadio subì numerosi interventi di ampliamento nel corso degli anni, in particolare quando il Paternò militò in categorie superiori, e arrivò a contare una capienza fino a 10.000 spettatori.
Passato in gestione alla provincia regionale di Catania negli anni novanta, nel 1993 iniziarono i lavori per la sua conversione a velodromo.  I lavori vengono completati nel 2003, e l'anno successivo viene realizzata la pista ciclabile, peraltro mai omologata dalla Federciclismo.
L'impianto che ha una capacità di 4.400 spettatori, fino ad oggi non è stato mai aperto al pubblico, a causa di un contenzioso tra l'ente provinciale e la ditta che ha eseguito i lavori, che è andata fallita.
Nel 2011, dopo molti anni in cui si sono spesi undici miliardi di lire, denaro pubblico versato per la sua realizzazione, l'amministrazione provinciale avrebbe intenzione di demolire la struttura. Da tempo l'impianto è soggetto ad atti di vandalismo e allo stato attuale versa in gravi condizioni di degrado ambientale.
Nel 2013 la  struttura torna in gestione al Comune.